# ビーバーテイルズ
ビーバーテイルズ（英：BeaverTails、仏：Queues de Castor）は、カナダに本社を置くビーバーテイルズ・カナダ社が運営するペイストリー専門レストランチェーンである。ビーバーの尾に似せて伸ばした生地を揚げ、甘い食材や辛い食材をトッピングしたペイストリーを販売する。カナダにおけるフランチャイズ名はフランス語の「キュー・ド・カストール」。
1978年にオンタリオ州キラローで創業し、2年後にオタワに初の常設店を開店した。2018年までに、カナダ（沿海州、ニューファンドランド・ラブラドール州、オンタリオ州、マニトバ州、アルバータ州、ブリティッシュコロンビア州、ケベック州）、アメリカ合衆国（ニューハンプシャー州、ミシガン州、ウィスコンシン州、テネシー州、アーカンソー州、ユタ州）、アラブ首長国連邦、メキシコ、フランス、日本の6カ国で140のフランチャイズおよびライセンス店舗を展開している。

## 歴史
創業者のグラント・フッカーとパム・フッカーは、1978年にオンタリオ州キラローのキラロー・クラフトとコミュニティ・フェアでビーバーテイルズのペイストリーを初めて販売した。その2年後、二人はオタワのバイワード・マーケットに初のビーバーテイルズ店舗を開店した。1987年、ピノ・ディ・アイオアイエはビーバーテイルズのラ・ロンデ店店長となり、2002年には妻と双子の兄弟と共にビーバーテイルズの経営を担った。

## 商品

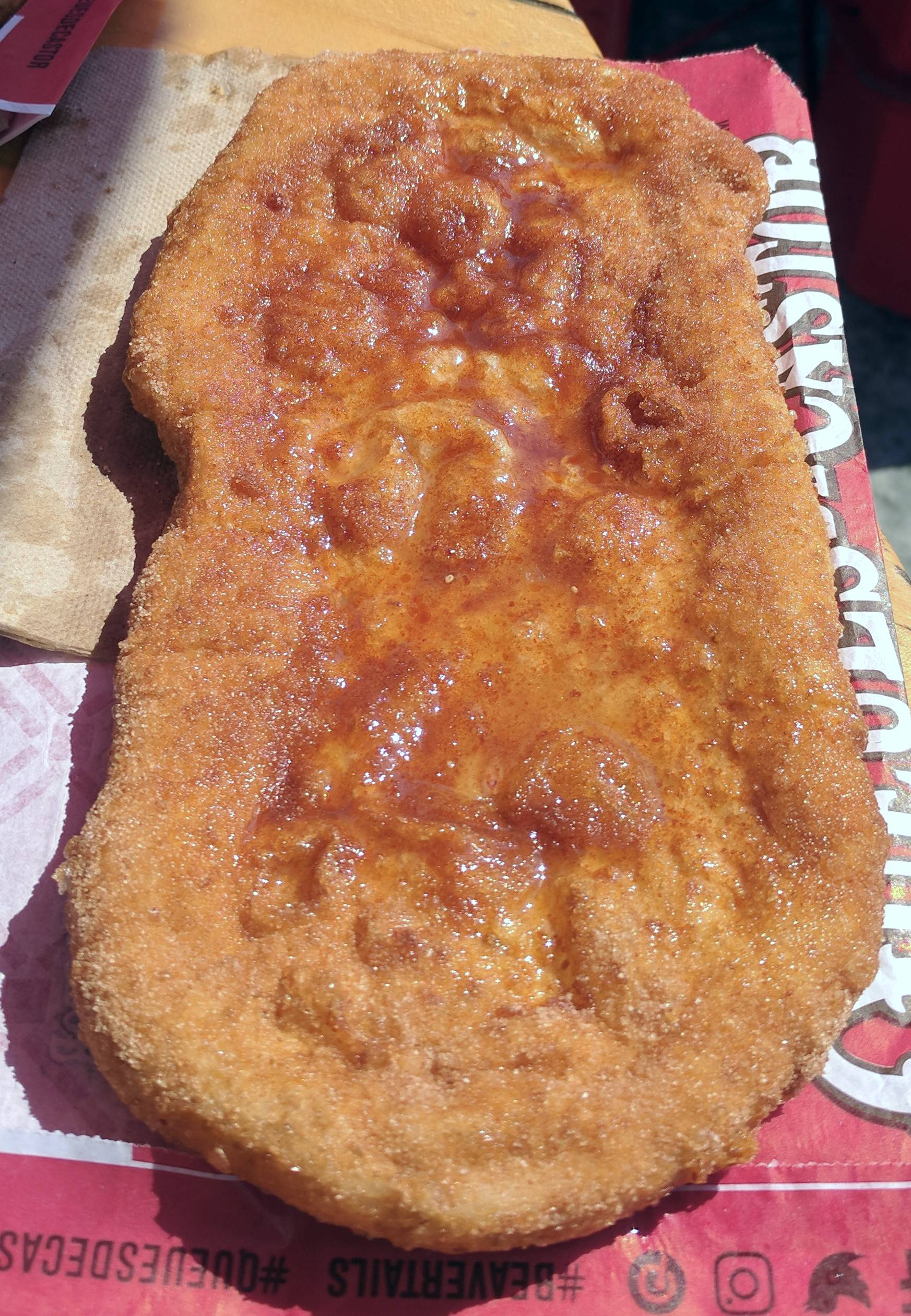
シナモンシュガー味のビーバーテイル

### ビーバーテイル
ビーバーテイル（BeaverTail）は、様々なフレーバーで販売されている揚げ生地ペイストリーである。ビーバーテイルのほとんどのフレーバーは、ホイップクリーム、バナナスライス、オレオ、シナモンシュガー、チョコレートヘーゼルナッツなど、甘い調味料やお菓子がトッピングされている。また、プーティンやホットドッグなど、塩味のバリエーションも作られている。
「BeaverTails」および「Queues de Castor」は、1988年よりビーバーテイルズ・カナダ社およびその関連会社によって商標登録されている。

## メディアからの注目

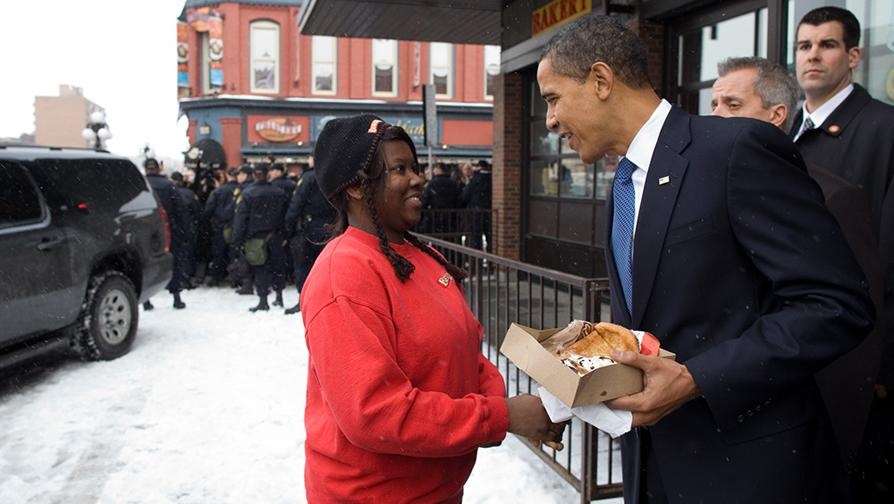
ビーバーテイル購入後のオバマ元大統領（2009年）

ビーバーテイルズはバラク・オバマ元米国大統領の就任式でカナダ大使館で提供され、米国とカナダのメディアから注目された。
また、2009年2月19日にオバマ大統領がオタワを訪問した際にも、ニュース番組でカナダ企業の参加事例としてこの商品が紹介された。
オバマ大統領は、オタワ国際空港に向かう途中、バイワード・マーケットに立ち寄り、ビーバーテイルズのペストリーを購入した。この商品の1つのバリエーションとして、メープル風味を持つクラシックなシナモンとシュガーのペストリーに、オバマのためにヌテラをつけたものがあり、この訪問にちなんで「オバマ・テイル」と呼ばれるようになった。